# Западная Манзала
Западная Манзала — группа газоконденсатных месторождений в Египте. Расположено западнее озера Манзала. Открыто в 2006 году.
Газоносность связана с отложениями плиоценовых и миоценовых возрастов. Залежи находятся на глубине 1,5—3,2 км. Начальные запасы газа оценивается 50 млрд м3.
В группу входят месторождений: Лузи (Luzi), Хурани (Hurani), Эль-Тавиль (Al Tawil), Сальма (Salma), Азар (Azhar), Тулип (Tulip), Шарабаз (Sharabas), Сама (Sama), Фараскур (Faraskur), Марзук (Marzouk) и Окид (Orchid).
Оператором Западной Манзалы является «Dana Gas» (Шарджа, ОАЭ). «Dana Gas» рассматривает варианты эксплуатации Западной Манзалы с последующей переработкой газа на газоперерабатывающем заводе Эль-Вастани (El Wastani) или Саут-Эль-Манзала (South El Manzala).